# 黑海 (青海省)
黑海（蒙古語为“哈拉诺尔”，意为“黑海”，“诺尔”的中文词有时被用来翻译“海”），是中国青海省昆仑山中部的一个湖泊，为昆仑河源头。有時與祁連山的哈拉湖相混淆。
黑海湖面海拔4300米，东西长约12公里，南北宽约5公里，水深最深达107米，传说为西王母瑶池所在地，湖边立有瑶池纪念碑与西王母原始石堂一座，地势高耸，气候寒冷潮湿，空气稀薄。